# Coelichneumonops occidentalis
Coelichneumonops occidentalis är en stekelart som först beskrevs av Per Abraham Roman 1934.  Coelichneumonops occidentalis ingår i släktet Coelichneumonops och familjen brokparasitsteklar. Inga underarter finns listade i Catalogue of Life.

## Bildgalleri

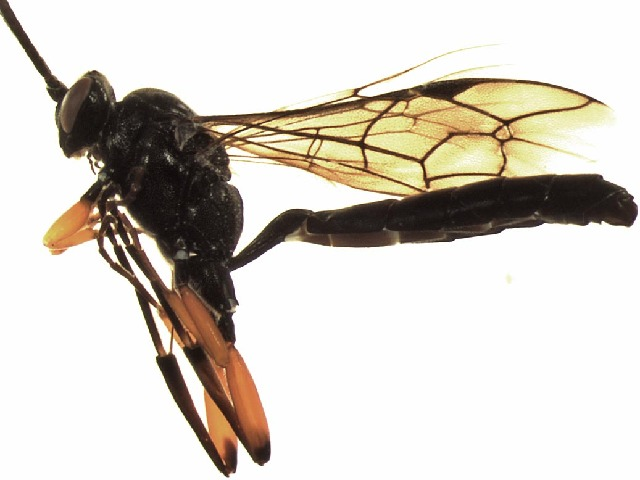